# 佩文齋書畫譜
《御定佩文斋书画谱》，清代书画类书。康熙年間由王原祁等纂辑。共100卷。
康熙四十四年（1705年）十月，以王原祁為總裁，會同孫岳頒、宋駿業、吳暻、王銓等人奉敕編纂，將清内府收藏的一千八百四十四種有關典籍中採輯資料而成書，康熙四十七年（1708）编成，因康熙書房名“佩文齋”，遂以為書名。全书一百卷，计〈论书〉十卷、〈论画〉八卷、〈历代帝王书〉二卷、〈历代帝王画〉一卷、〈书家传〉二十三卷、〈画家传〉十四卷、〈历代无名氏书〉六卷、〈历代无名氏画〉二卷、〈御制书画跋〉一卷、〈历代帝王书跋〉二卷、〈历代名人书跋〉十一卷、〈历代名人画跋〉七卷、〈书辩证〉二卷、〈画辩证〉一卷和〈历代鉴藏〉十卷。《佩文斋书画谱》体例完善，引据详赅，余绍宋等誉为“自有书画谱以来最完备之作”。《佩文齋書畫譜》的編成對乾隆朝《秘殿珠林》和《石渠寶笈》的編纂具有啟發和影響。